# (5967) Edithlevy
(5967) Edithlevy es un asteroide que forma parte del cinturón interior de asteroides, región del sistema solar que se encuentra entre las órbitas de Marte y Júpiter, más concretamente al grupo de Hungaria, descubierto el 9 de febrero de 1991 por Carolyn Shoemaker desde el Observatorio del Monte Palomar, Estados Unidos.

## Designación y nombre
Designado provisionalmente como 1991 CM5. Fue nombrado Edithlevy en homenaje a Edith Pailet Levy, madre de David H. Levy. Nacida en Nueva Orleans, se casó con Nathaniel Lewis Levy en 1939 y se dirigió a Montreal para convertirse en una de las primeras mujeres estudiantes de medicina de la Universidad McGill. Destacó en hematología, una vez que sus hijos crecieron, regresó a McGill para iniciar una carrera en genética. Pasó varios años estudiando pacientes con Alzheimer en el Hospital Judío de la Esperanza de Montreal.

## Características orbitales
Edithlevy está situado a una distancia media del Sol de 1,941 ua, pudiendo alejarse hasta 2,048 ua y acercarse hasta 1,834 ua. Su excentricidad es 0,055 y la inclinación orbital 24,11 grados. Emplea 988,260 días en completar una órbita alrededor del Sol.

## Características físicas
La magnitud absoluta de Edithlevy es 13,8. Tiene 3,059 km de diámetro y su albedo se estima en 0,57. 